# Atractodes remotus
Atractodes remotus là một loài tò vò trong họ Ichneumonidae.